# Durban Art Gallery

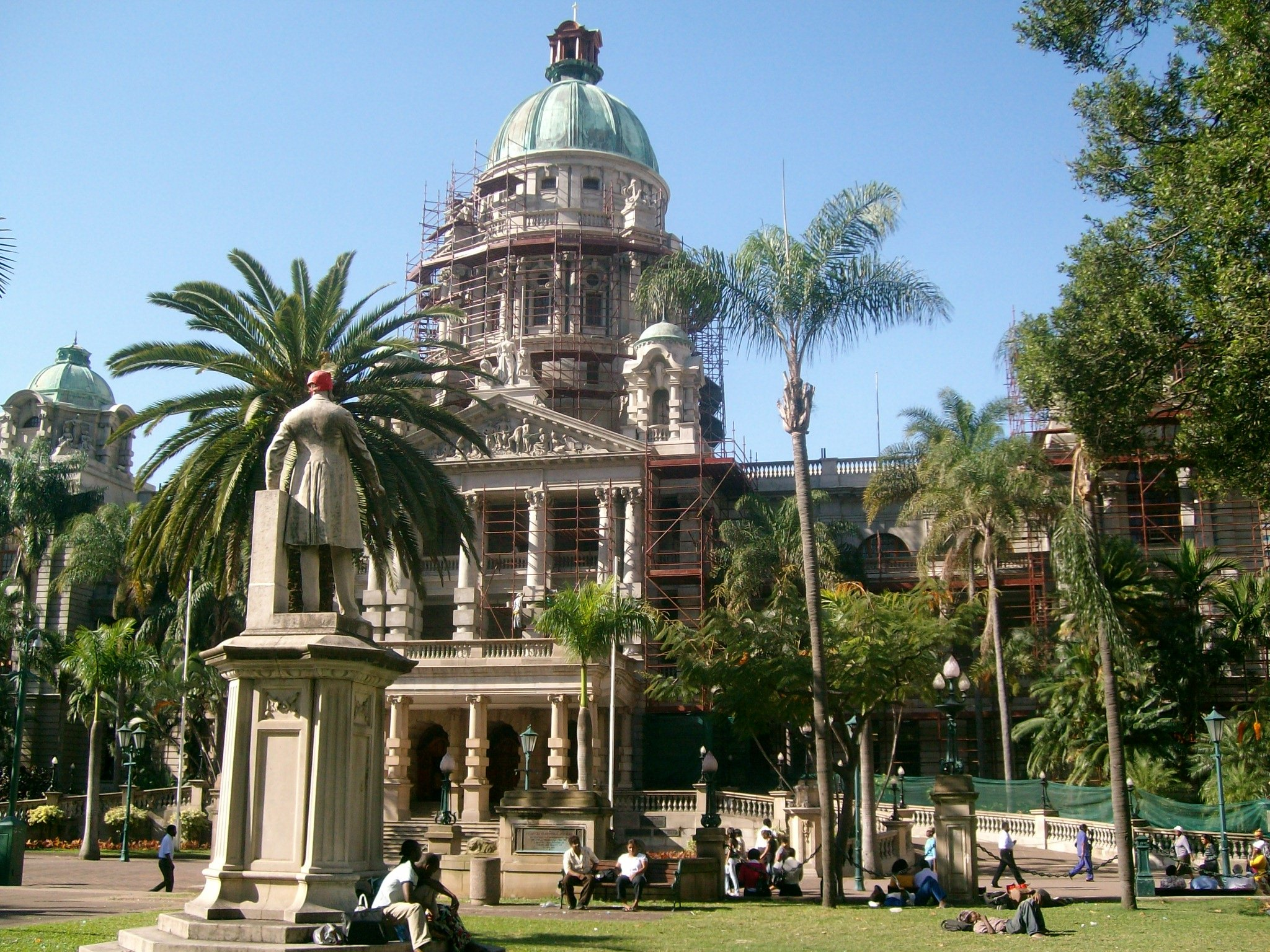
Durban City Hall (altes Rathaus von Durban) 1883

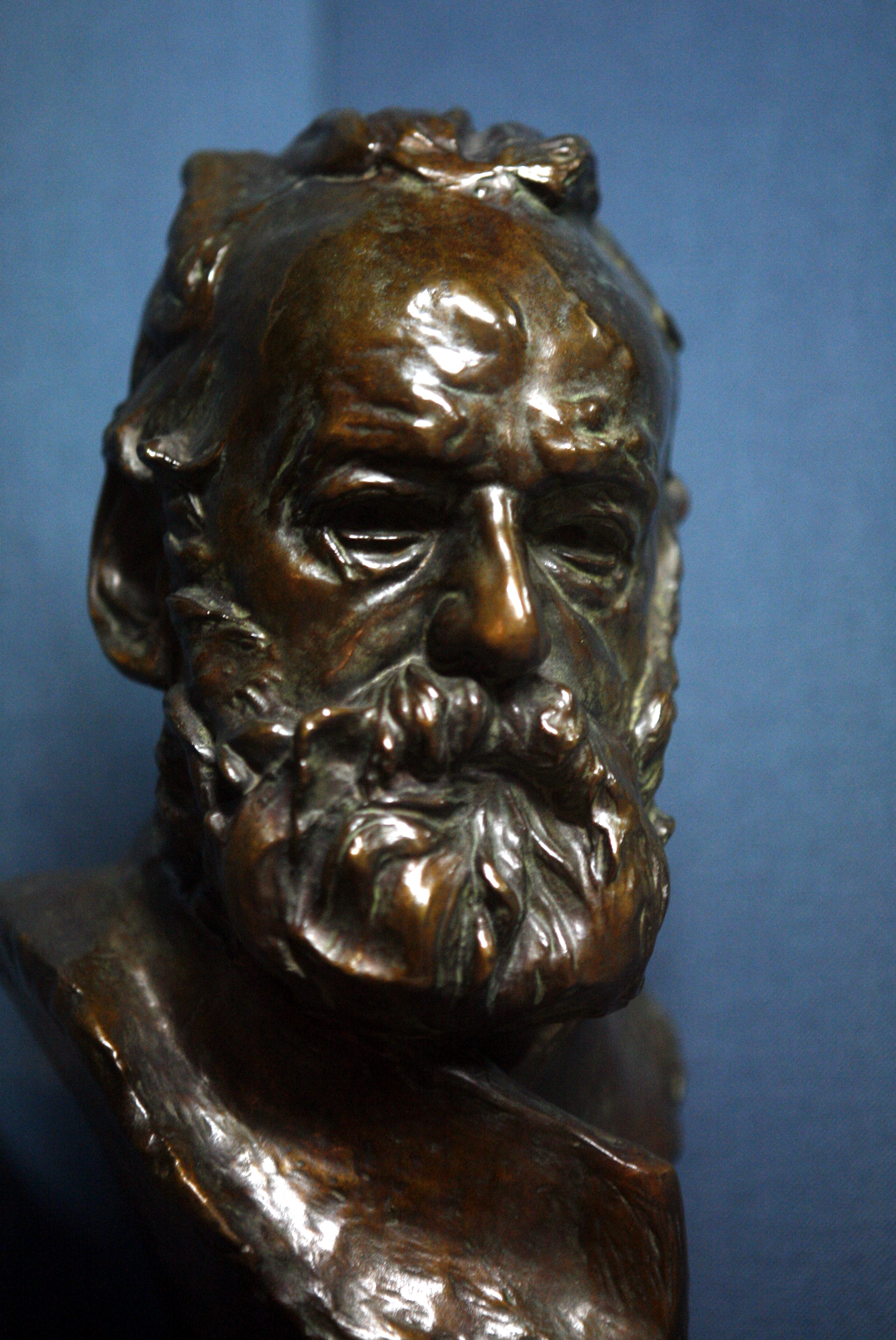
Auguste Rodin: Victor Hugo, 1883

Die Durban Art Gallery (DAG) befindet sich im zweiten Stock des historischen Rathauses von Durban (Südafrika) und ist eine der ältesten Kunstmuseen des Landes. Sie wurde 1892 gegründet, als der damalige Hafeningenieur Cathcart William Methven der Stadtverwaltung ein Gemälde schenkte. Im Jahr 1920 erweiterte der Kunstliebhaber Colonel R.H. Whitwell die Sammlung um mehr als 400 Werke, darunter britische, französische und niederländische Gemälde sowie Objekte wie französische und chinesische Keramik, Vasen von René Lalique und Bronzeskulpturen von Auguste Rodin La Jeunesse triomphante, 1894 (Triumphierende Jugend) und eine Porträtbüste von Victor Hugo.
Die Sammlung der Durban Art Gallery umfasst mehr als 3500 Werke, von historischen Stücken bis hin zu modernen Installationen, die das multikulturelle Leben Südafrikas und insbesondere der Region der heutigen Provinz KwaZulu-Natal widerspiegeln. Neben kolonialen Porträts und anonymen Skulpturen zeigt die Galerie Werke bekannter südafrikanischer Künstler wie Penny Siopis und Andrew Verster. Seit den 1970er Jahren konzentriert sich die Sammlung zunehmend auf lokale und afrikanische Kunst und Kunsthandwerk, um die vielfältige kulturelle Realität der Region zu repräsentieren.